# يانعي قلعة كاسبيار (بدرانلو)
يانعي قلعة كاسبيار (بالفارسية: ینگی قلعه کسبایر) هي مستوطنة تقع في إيران في قسم بدرانلو الريفي. يقدر عدد سكانها بـ 24 نسمة .